# Hazeus elati
Hazeus elati é uma espécie de peixe da família Gobiidae e da ordem Perciformes.

## Habitat
É um peixe marítimo e de clima tropical.

## Distribuição geográfica
É encontrado em: Elat (Israel).

## Observações
É inofensivo para os humanos.